# Home Savings Bank Building
El Home Savings Bank Building es un edificio de oficinas ubicado en el centro de la ciudad de Albany, la capital del estado de Nueva York (Estados Unidos) en 11 North Pearl Street (NY 32). Con 21 pisos y 81,52 metros de altura, es el undécimo edificio más alto de la ciudad.

## Descripción
Cuando se completó en 1927, el edificio Home Savings Bank era la estructura más alta de Albany. Sin embargo, el Alfred E. Smith Building lo superó al año siguiente. Desde entonces, ha sido superado por la Erastus Corning Tower, que desde su construcción en 1973 ostenta el título de edificio más alto de Albany. Sin embargo, el edificio Home Savings Bank sigue siendo el edificio privado más alto de Albany desde su construcción.
El edificio presenta imágenes art déco estilizadas inusuales de indígenas de América y colonos coloniales cerca del techo y la entrada de la calle en la planta baja. La obra de arte de metal decorativo único y terracota es de Rene Paul Chambellan. También de nota arquitectónica es el piso bancario original a nivel de la calle con sus diversos sellos históricos, paredes de mármol y techos altos. En los últimos años, el edificio ha sido renovado ampliamente como una combinación de edificio de oficinas del distrito central de negocios del centro y una instalación de telecomunicaciones de alta tecnología.
En 1980, cuando el Distrito Histórico de Downtown Albany se incluyó en el Registro Nacional de Lugares Históricos, el edificio se incluyó como propiedad contributiva.
A partir de 2010, el edificio del banco Home Savings era propiedad de Heights Real Estate Company, con sede en la ciudad de Nueva York.

## Galería

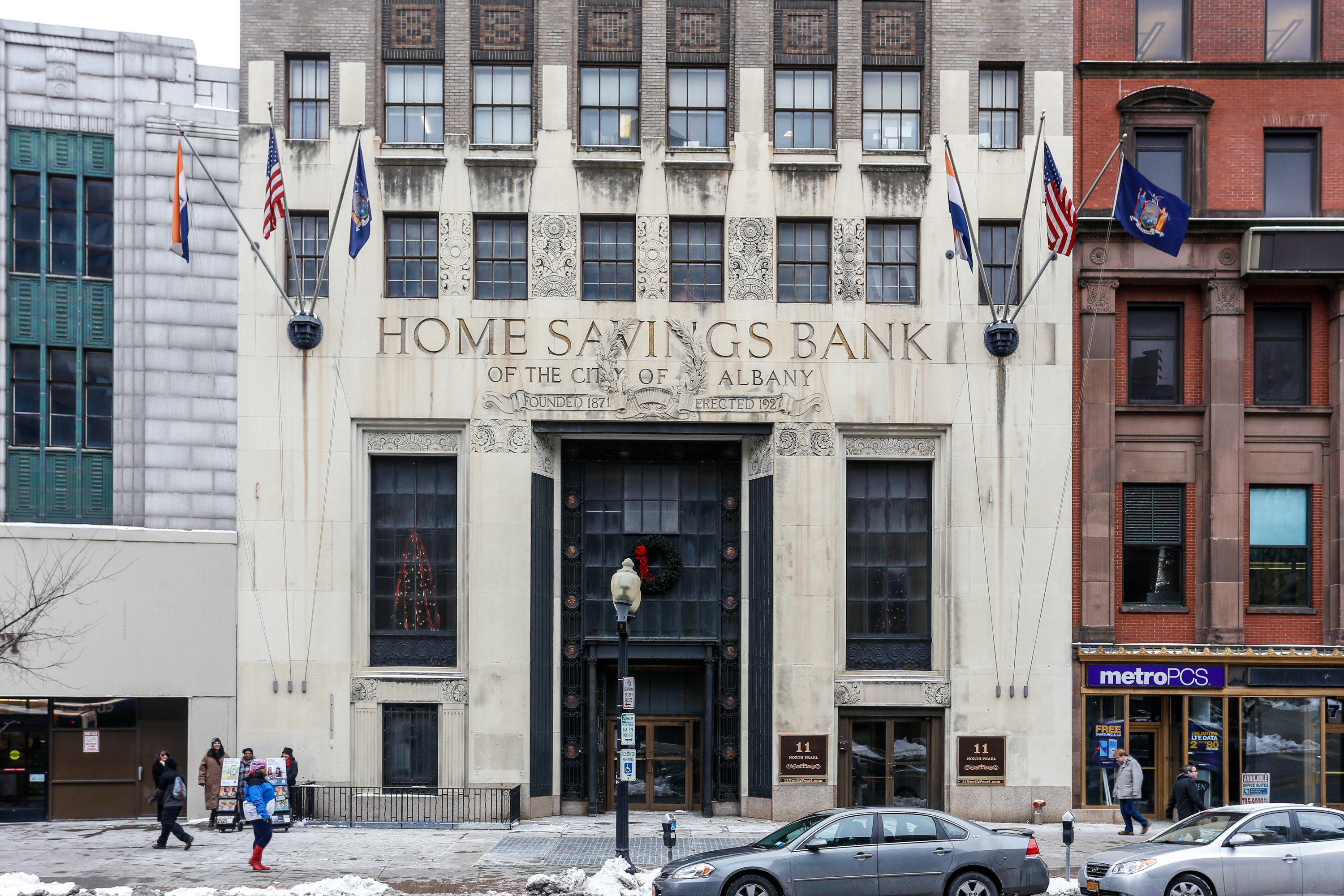
Detalle de la entrada
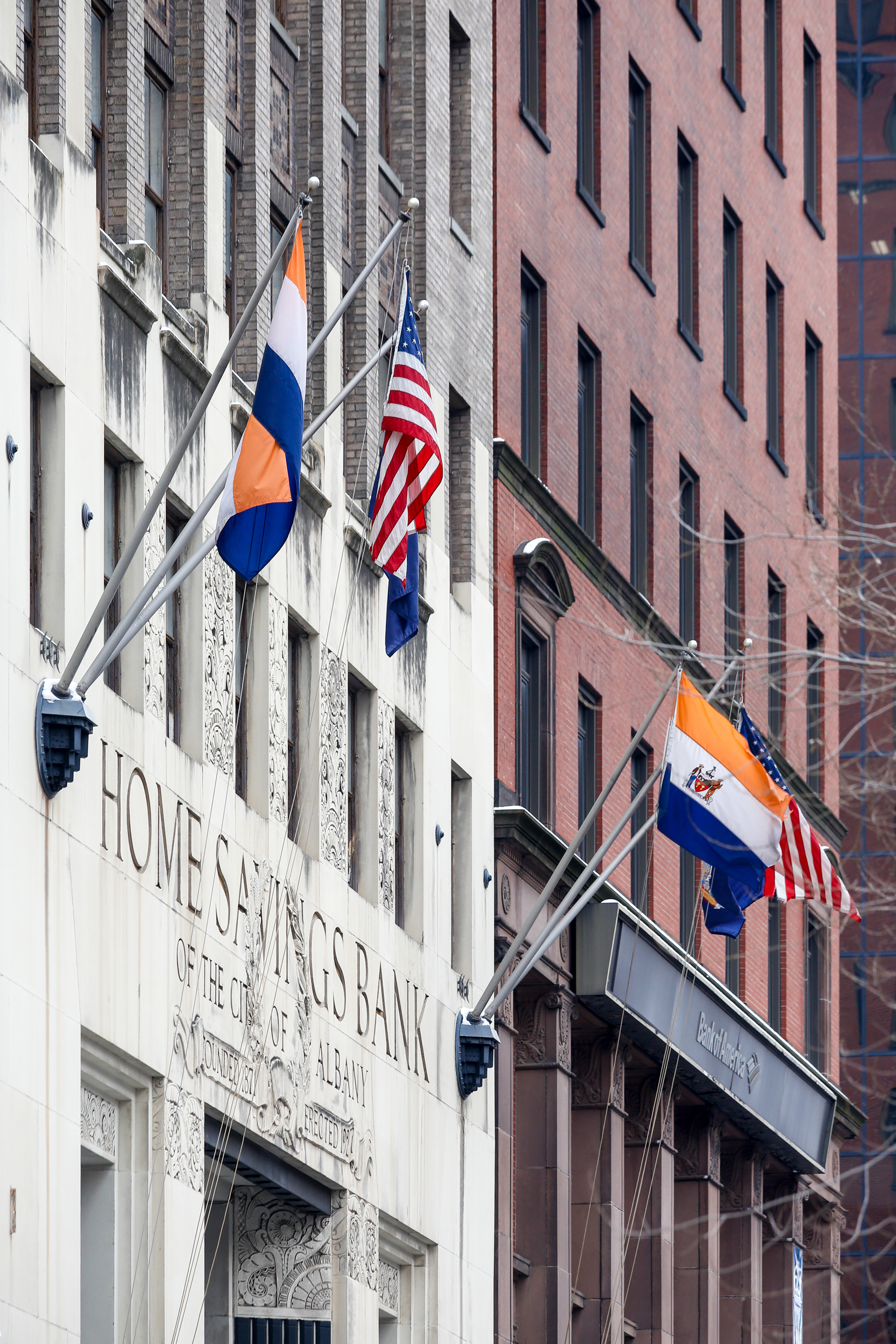
El edificio ondea las banderas de los Estados Unidos, el estado de Nueva York y la ciudad de Albany.
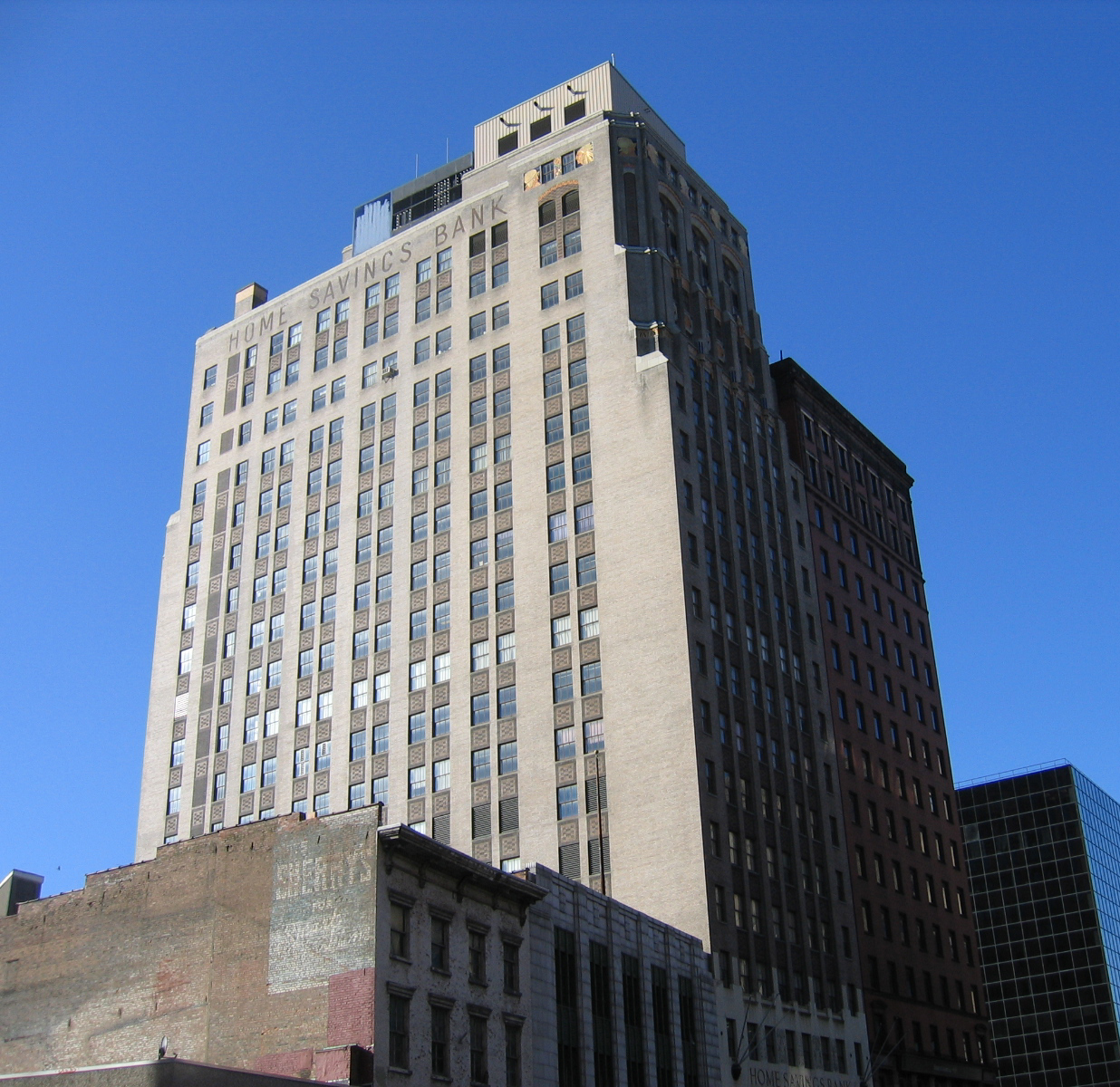
Vista desde el norte